# Tadeusz Karol Podlecki
Tadeusz Karol Podlecki (ur. ok. 1750, zm. po 1796) – redaktor i wydawca szeregu czasopism w przedrozbiorowej Rzeczypospolitej, m.in. „Dziennika Handlowego”, właściciel drukarni.

## Dane biograficzne
Urodził się ok. 1750 roku w rodzinie stolnika powiatu wiłkomierskiego. Wstąpił do jezuitów w Wilnie, gdzie otrzymał niższe święcenia w 1771 roku. W 1776 zadebiutował na rynku wydawniczym publikując tłumaczenie dzieła Guillaume’a Raynala pt. Historia Indii Wschodnich skrócona. Po 1784 wydawał następujące periodyki: „Seriarz Projektów do Prawa” (1784—1786), „Dziennik Handlowy” (1785—1794), „Przewodnik Warszawski” (1788—1792), „Korespondencję Bankową” (1793—1794) oraz „Gazetę Powstania Polski” (1794).